# Château de Haut-Eguisheim
Le château de Haut-Eguisheim est un site castral situé sur le territoire des communes d’Eguisheim et de Husseren-les-Châteaux. Le premier château, construit au début du XIe siècle, a été progressivement subdivisé, donnant naissance aux châteaux de Dagsbourg, de Wahlenbourg et de Weckmund, d’où le nom de « Trois Châteaux » souvent donné au site.

## Localisation
Le site se trouve à cheval sur les territoires de deux communes de l’arrondissement de Colmar, dans le département du Haut-Rhin : l’emprise de l’actuel Dagsbourg, au nord, se trouve sur celui de la commune d’Eguisheim, tandis que la partie sud, sur laquelle se trouvent le Wahlenbourg et le Weckmund, fait partie de celui de la commune de Husseren-les-Châteaux.
Les châteaux sont établis à 500 m d’altitude, sur un plateau de grès se trouvant à l’extrémité orientale de la montagne du Schlossberg, délimitée par les vallons du Bechtal au nord et du Bischmatt au sud, position d’où ils dominent la plaine d’Alsace. Le rocher servant de socle aux constructions est de forme longiligne orientée nord-sud, le côté nord étant toutefois plus large et s’affinant vers le sud. 

## Histoire

### Avant le Moyen Âge
Les découvertes archéologiques indiquent que le site est occupé depuis au moins l’âge du Bronze moyen, bien que la nature de l’occupation antérieure au Moyen Âge soit mal connue. Charles-Laurent Salch considère, sur la base de l’attribution réalisée par Hans Zumstein d’une petite construction se trouvant dans l’angle nord-ouest à l’époque du Bas-Empire, le site aurait été occupé plus tard par une forteresse romaine. La datation de Zumstein, réalisée dans les années 1960 et qui s’appuie uniquement sur deux monnaies du IVe siècle, est toutefois fortement remise en cause par les études plus récentes, la technique de construction employée remontant au plus tôt au IXe siècle, tandis que l’étude de la couche archéologique a montré qu’elle était très perturbée et contenait un mobilier de périodes disparates.

### Moyen Âge
La date de construction du premier château n’est pas non plus connue, mais pourrait être antérieure au XIe siècle, le site fortifié étant mentionné pour la première fois dans la vita de Léon IX, dans un passage faisant référence à des événements s’étant déroulés vers 1016. Il s’agit alors probablement d’une forteresse de grande taille, occupant l’ensemble du site, qui est entre les mains du comte de Nordgau, Hugues et dans laquelle grandit son fils Bruno, futur Léon IX. Dans le même ouvrage, l’auteur fait également référence à la fondation du couvent de Woffenheim, qu’il dit se trouver sur les terres dépendant du château d’Eguisheim ; la date n’est pas mentionnée, mais le couvent est supposé avoir été fondé peu après l’an mil,. C’est également vers 1015 qu’est fondée par Léon IX la chapelle Saint-Pancrace sur le site.
À la suite du mariage entre Helwige d’Eguisheim, arrière petite-fille de Hugues IV, et Gérard de Vaudémont vers 1080, le château est divisé en deux, la partie sud allant aux Vaudémont-Eguisheim, tandis que la partie nord reste entre les mains des Eguisheim-Dabo. Cette situation perdure jusqu’à l’extinction des Vaudémont entre 1143 et 1187, la moitié sud étant alors transmise par alliance aux comtes de Ferrette. Percevant peut-être ce changement comme une menace, les Dabo construisent pendant cette même période un grand donjon carré, auquel les Ferrette répliquent peu de temps après en construisant leur propre donjon.
Vers le début du XIIIe siècle, la partie sud est à son tour divisée en deux lots, un troisième château étant érigé dans sa moitié sud. Ce dernier est alors appelé Weckmund, tandis que l’autre est connu sous les noms de Wahlenbourg ou Mittelburg (« château du milieu ») en raison de sa position entre le Weckmund et le château du nord, qui lui a pris le nom de Dagsbourg. À l’extinction de la lignée des Dabo en 1225, ce dernier fait l’objet d’une guerre entre Frédéric II de Ferrette et l’évêque de Strasbourg Berthold de Teck. À la suite de la victoire de ce dernier à la bataille de Blodelsheim en 1230, le Dagsburg devient propriété épiscopale. Peu de temps après, en 1251, le successeur de Berthold, Henri de Stahleck, parvient à également mettre la main sur les deux autres château, reconstituant ainsi la parcelle d’origine.
L’ensemble du château est détruit en 1466 par les troupes de la République de Mulhouse et leurs alliés lors de la guerre des Six Deniers et n’est pas reconstruit.

### Après le Moyen Âge
Le site fait l’objet d’une grande campagne de restauration dans les années 1960, accompagnée d’observations archéologiques, dite « opération Taupe ».

## Architecture
Le site médiéval s’est formé en trois phases. La phase A correspond au château du XIe siècle, dont l’emprise n’est pas précisément connue, mais était probablement plus étendue que celle des châteaux de la fin du Moyen Âge et en forme de poire dont la pointe se serait trouvée au sud. Pendant la phase B, le site primitif est divisé en deux par la construction du Wahlenbourg, puis, pendant la phase C, la moitié sud est à son tour divisée en deux par l’édification du Weckmund.